# ARBV Punta Brava (BO-11)
Le ARBV Punta Brava (BO-11) est un navire océanographique militaire de la Marine vénézuélienne.

## Histoire
Il a été construit par le constructeur espagnol  Bazan de Construcciones Navales Militares dans son chantier naval de San Fernando, province de Cadix.
C'est un navire conçu pour la recherche hydro-océanographique, l'évaluation des ressources naturelles de la mer renouvelables et non renouvelables. Il dispose des équipements, des laboratoires et des systèmes hydro-océanographiques les plus avancés pour mener des études dans les zones maritimes, fluviales et lacustres de l'ensemble de la géographie vénézuélienne.

### Note et référence
- (es) Cet article est partiellement ou en totalité issu de l’article de Wikipédia en espagnol intitulé « ARBV Punta Brava (BO-11) » (voir la liste des auteurs).